# Branca (cognome)
Branca è un cognome di lingua italiana.

## Varianti
Branchetti, Branchi, Branchini, Branco, Brancolini.

## Origine e diffusione
Cognome tipicamente dell'Italia settentrionale, è presente massivamente anche in Sardegna.
Potrebbe derivare dal nome medioevale Branca o dal vocabolo tardo latino branca, "zampa", da un toponimo o dal termine bianco.
In Italia conta circa 1218 presenze.
La variante Branchi compare a Brescia, Parma, Firenze e Roma; Branchetti è emiliano-romagnolo e toscano; Branchini è pure emiliano-romagnolo e lombardo; Branco è veronese, vicentino, romano e casertano; Brancolini è modenese.

## Persone
- Guglielmo Branca – compositore e direttore d'orchestra italiano
- Marco Branca – dirigente sportivo ed ex calciatore italiano
- Niccolò Branca – imprenditore, umanista e scrittore italiano